# Kallio
Kallio (Fins) of Berghäll (Zweeds) is een stadsdeel van Helsinki, de hoofdstad van Finland. 
De wijk, waarvan de naam De Rots betekent, ligt ten noordoosten van het schiereiland waarop het stadscentrum ligt en wordt daarvan gescheiden door de inham Siltavuorensalmi. Twee bruggen verbinden Kallio met de binnenstadswijk Kruununhaka: de 75 m lange Pitkäsilta (Lange Brug) uit 1912 en de Hakaniemibrug (Hakaniemen silta) uit 1961. Het zuidelijkste gedeelte van Kallio, waar deze bruggen uitkomen, wordt Hakaniemi genoemd. Officieel bestaat het stadsdeel uit de wijken Siltasaari, Linjat en Torkkelinmäki.
Kallio is het dichtstbevolkte gebied van Finland en staat traditioneel bekend als arbeiderswijk. Tot aan de jaren zestig van de twintigste eeuw woonden er veel gezinnen in kleine flats. Sindsdien is de bevolking veranderd en wonen er nu veel studenten, ouderen en immigranten. Karakteristieke gebouwen in Kallio zijn de kerk van Kallio uit 1912 en de markthal van Hakaniemi uit 1914.